# Rædwulf av Northumbria
Rædwulf av Northumbria, död efter 844, var en engelsk monark. Han var kung av Northumbria 844–844 och 858. 